# 기원전 6년

## 연호
- 전한(前漢) 건평(建平) 원년

## 기년
- 전한(前漢) 애제(哀帝) 원년
- 신라(新羅) 혁거세 거서간(赫居世居西干) 52년
- 고구려(高句麗) 유리명왕(瑠璃明王) 14년
- 백제(百濟) 온조왕(溫祚王) 13년

## 사건
- 부여의 대소왕이 고구려 공격. 삼국사기에는 승패는 기록되어 있지 않음.

## 사망
- 백제(百濟)의 왕비(王妃) 소서노(召西奴)